# Psittacara erythrogenys
Il parrocchetto mascherato (Psittacara erythrogenys (Lesson, 1844)) è un uccello della famiglia degli Psittacidi.

## Descrizione
Ha colorazione generale verde, faccia, spalle e calzoni rossi, anello perioftalmico bianco, becco grigio, iride gialla, zampe grigie. Ha taglia attorno ai 33 cm. Gli immaturi hanno la testa completamente verde.

## Biologia
Ha abitudini nomadi e non esiste una popolazione residente, per cui il numero degli individui varia di anno in anno. Costruisce il nido nei cavi degli alberi dove la femmina depone normalmente 4 uova. La cova dura 29 giorni e i giovani s'involano a circa 6 settimane di età.

## Distribuzione e habitat
Vive in una ristretta area arida localizzata tra l'Ecuador sud-occidentale e il nord del Perù. Nonostante l'areale ridotto non sembra una specie a rischio perché essendosi adattata a un ambiente tutto sommato ostile non è in competizione con gli insediamenti umani. Rarissima in cattività dove è presente in pochi allevamenti specializzati ma con ottimi risultati riproduttivi.
Vive prevalentemente nella savana alberata; è stata segnalata spesso attorno ai 1000 metri di altitudine e in rarissimi casi fino ai 2500.